# Poker (Šalamun)
Poker je naslov znamenite pesniške zbirke Tomaža Šalamuna. Izdana je bila leta 1966 v samozaložbi.
Šalamunova pesniška zbirka Poker je pomembna zaradi posebnosti, ki se odmikajo od do tedaj tradicionalnih predstavitev pesmi in se kažejo na ravni ustvarjenih pesmi samih ter na ravni motivike in tematike pesmi. 

## Oblika pesniške zbirke
Zbirka je bila ob času svojega nastanka oblikovana neobičajno. Glede na kazalo jo lahko bralec tolmači kot tradicionalno, monolitno oblikovano pesniško zbirko, glede na dodani »slovar« jo lahko tolmači kot zbirko, sestavljeno iz pesmi in slovarja (torej iz dveh segmentov), glede na naslove pesmi oz. poglavja (ki združujejo skupine pesmi) ob upoštevanju poglavja »slovar«, pa iz treh segmentov. S tovrstno ureditvijo je Šalamun pripravil presenečenje za tedanjo kulturno oziroma literarno srenjo. 
Kot uvodnik se pojavi nekakšen moto ali »predpesem«, ki ji sledijo štirje razdelki (skupine pesmi), sprva poimenovani in zapisani z malo začetnico: mrk, poker, gobice, stvari. »Predpesem« pred prvim razdelkom, poimenovanim mrk, nas napeljuje, da lahko ves naveden niz razdelkov (mrk, poker, gobice, stvari) pojmujemo kot celoto. Posamezne razdelke tvori skupina pesmi, ki so oštevilčene z rimskimi številkami. 
Skupini sedmih pesmi v razdelku »stvari« sledi inverzna ureditev nadaljnjih treh slopov pesmi. Posamezni razdelki so poimenovani s števili (I, II,III), pesmi, ki jih tvorijo, pa nosijo naslove. Zaradi tega lahko organigram celotne pesniške zbirke pojmujemo na dva načina: 
1. če privzamemo, da se vse pesmi, ki sledijo razdelku »stvari«, nanašajo na slednji razdelek (pri čemer sedem pesmi iz »stvari« lahko pojmujemo na podoben (rekurziven) način kot moto na začetku pesniške zbirke;
2. če privzamemo, da razdelki I, II in III tvorijo samostojno celoto, torej le-ta drugi segment celotne pesniške zbirke.

Pesmim sledi »slovar«, ki vsebinsko predstavlja vrsto parodije na slovarje, saj subjektivizira posamezne izraze. Slovar ni napisan v verzih, zato ga lahko pojmujemo kot pesmi v prozi. Njegova funkcija je poudarjanje vsebinske komponente pesniške zbirke Poker. Opisane delitve in razdelitve pesniške zbirke učinkujejo na način, da lahko vsa besedila v pesmi pojmujemo kot eno samo pesem, lahko pa jih prebiramo tudi posamično.
Šalamun na več načinov organizira pesniško snov. Uvodna predpesem je glede na dolžino posameznih verzov podobna puščici, na enak način pa bi lahko tudi ostalim pesmim pripisali določeno grafično senzibilnost. Pesnik tudi dejansko uporabi grafični znak (7. pesem razdelka »stvari«), ko po verzu »narisal bom križ«, križ tudi grafično upodobi. V tej oblikovanosti besedil lahko neposredno izhajamo iz navezave na Marinettijev futuristični manifest, ki je nekdaj podžigal avantgardna gibanja. Na ravni motivike in tematike pesmi (npr. destrukcija starega in ustvarjanje novega) zbirka nosi 
avantgardne prvine in neposredno navezavo na Micićev manifest. 
Dr. Janko Kos je Šalamunov Poker uvrstil med pesniške zbirke, ki so v 70-ih letih 20. stoletja prispevale pri radikalizaciji slovenske modernistične poezije (obdobje med letoma 1950 in 1980).

## Posamezne pesmi v zbirki
- »moto« oz. »predpesem«

- Mrk (5 pesmi)
  - Poker (10 pesmi)
  - Gobice (6 pesmi)
  - Stvari
    - (7 pesmi)

- - I
    - Pravljice z oranžado
    - Hommage kapi stricu Gvidu in Eliotu
    - Flor ars hippocratica
    - Kam lezem

  - II
    - Zlovesten
    - Kaj je ostuda
    - Mir ljudem na zemlji
    - Milost
    - Osmič jem nekam čudno hrano

  - III
    - Kino
    - Čaj
    - Počitnice
    - Maline so (2 pesmi)
    - Tombola
    - Drsenje

- - slovar